# Josette Coras
Josette Paule Marie Coras, née le 3 mai 1926 à Montain (Jura) et morte le 2 mars 2008 à Saint-Claude, est une peintre, graveuse et dessinatrice française.
D'abord formée par Léon Lang, puis à l'École Estienne, elle est connue pour avoir été une figure du paysage artistique franc-comtois,. Installée à Baume-les-Messieurs à partir de 1953, elle participe à l'animation et au rayonnement de l'abbaye par ses expositions, par les stages qu'elle organise.